# Jane Corcoran
Pour les articles homonymes, voir Corcoran.
Jane Corcoran (13 août 1881 – 27 août 1961) est une actrice de théâtre américaine.

## Biographie

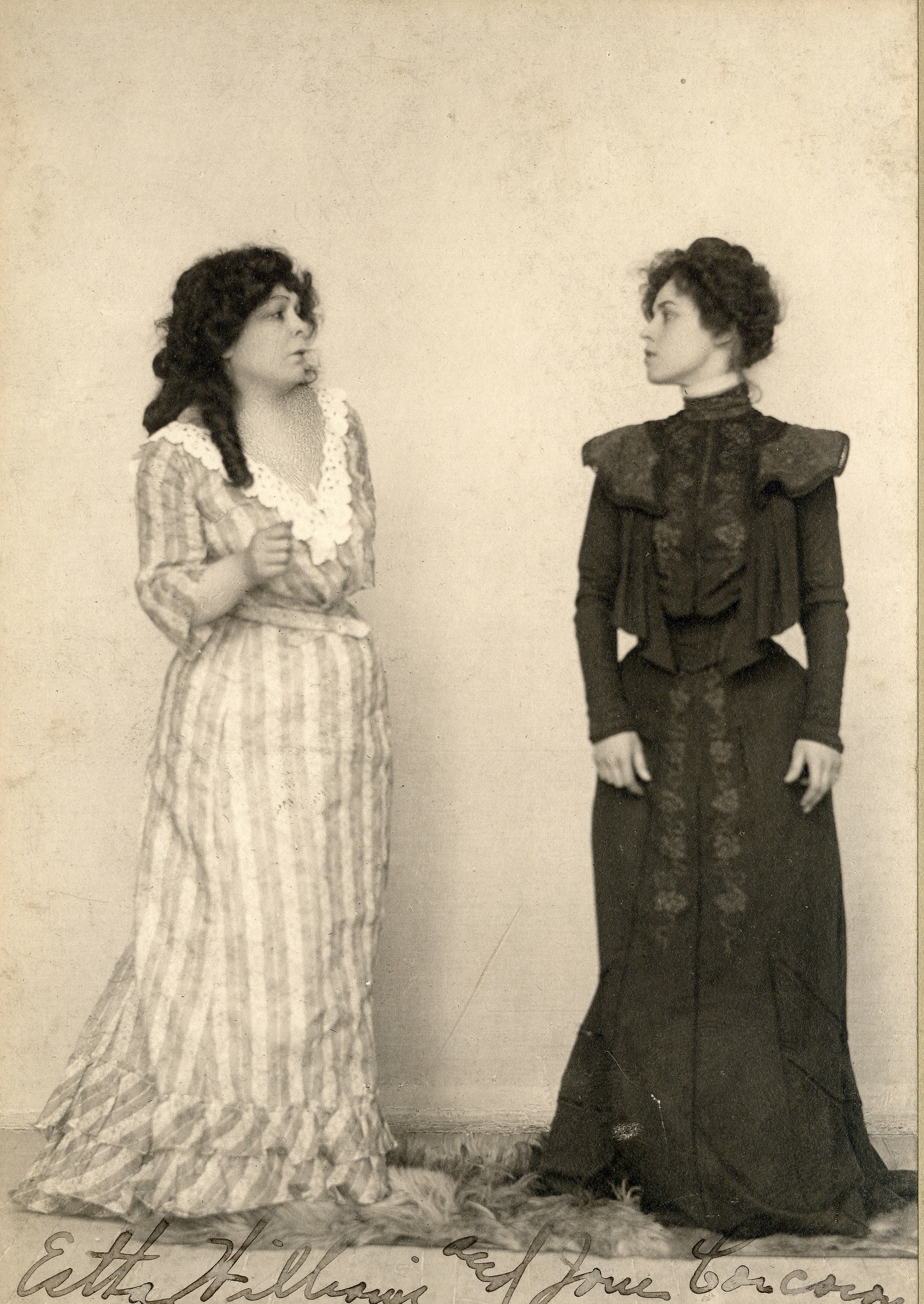
Estha Williams et sa fille Jane Corcoran dans At the Old Crossroads. Photographie datée de juin 1911.

Jane Eleanor Corcoran naît à San Francisco, fille de l'actrice Estha (ou Esta) Williams. Elle commence à jouer dans son enfance. 
On la voit à Broadway dans A Stranger in a Strange Land (1899), All for a Girl (1908), Mother (1910), A Rich Man's Son (1912), Life (1914), Drifting (1922), The World We Live In (1922), Kitty's Kisses (1926), Street Scene (1929), Little Orchid Annie (1930), Little Women (1931), A Night of Barrie (1932 ), A Saturday Night (1933), A Party (1933) et While Parents Sleep (1934). Elle apparaît lors de tournées : Tennessee's Pardner, Mlle Fifi, At the Old Cross Roads, Pretty Peggy, The Freedom of Suzanne, The Man of the Hour, Divorçons, A Doll's House, et Un gentleman du Mississippi.
On la voit dans le court métrage muet Maman (1914), adapté du spectacle de Broadway. Elle a également eu de petits rôles non crédités dans deux films ultérieurs, Furie (1936) de Fritz Lang, et Abraham Lincoln de John Cromwell (1940).
Elle épouse l'homme d'affaires et producteur de théâtre de Brooklyn J. Emmett Baxter en 1902. Baxter meurt en 1920. En 1940, elle vit ensuite avec sa mère et une infirmière à Los Angeles. Elle meurt à Philadelphie au Greystone Nursing Home le 27 août 1961, à l'âge de 80 ans et repose au cimetière de Westminster.